# Muirgius mac Tommaltaig
Muirgius mac Tommaltaig (mort en 815) est
un roi de Connacht issu des Uí Briúin Aí une branche Connachta.
Il est l'arrière petit-fils de Indrechtach mac Muiredaig Muillethan (mort en 723), un précédent souverain. La mort de son père Tommaltach mac Murgail en 774 est relevée par lesannales dans lesquelles il est désigné comme « Roi de Mag nAi ». Muirgius appartient au sept Síl Muiredaig des Uí Briúin et règne de 786 ou 792 à 815.

## Lutte pour le trône
Les annales indiquent que son règne débute après la bataille de Sruth Cluana Argai (Cloonargid, dans l'actuel comté de Roscommon) en 792 lorsqu'il défait Cináed mac Artgaile (mort en 792), du sept Síl Cathail qui est tué. En 793, on y précise qu'il impose sur les trois Connachta à Cruachu (Rathcroghan), la loi de Saint Commán de Roscommon en accord avec l'abbé Aildobur (mort en 800) 
Un autre combat important intervient en 792 la bataille d'Ard Maiccrime dans le comté de Sligo où les Ui Ailello where delivered their death blow. Parmi les morts se trouvent Cathmug mac Flaithbertaig du Cenél Coirpri et Cormac fils de Dub dá Crích des Uí Briúin Bréifne. Les Annales des quatre maîtres indiquent que Muirgius est le vainqueur de cette bataille également. Les Ui Briun mettent à profit le déclin des Ui Ailello et une lignée du Síl Muiredaig occupera plus tard Mag Luirg.
A la même époque les Annales d'Innisfallen se réfèrent à Colla mac Fergusso (mort en 796) lors de l'obit de sa mort et qui semble avoir été un rival de Muirgius,. Cette même année 796 voit Muirgius défait lors de la bataille de Áth Féne à la frontière nord du Ciarraige dans son territoire patrimonial. Sa souveraineté semble incontestée après la bataille de Dún Gainiba en 799 où Muirgius est victorieux dans un combat interne entre les Connachta. C'est également cette année que Gormgal, abbé d' Armagh, impose la Law de Saint Patrick sur le Connacht.

## Soumission des peuples mineurs
Muirgius tourne ensuite son attention vers le sud et, en 802, il détruit la forteresse de Loch Riach (Loughrea) dans le domaine Maenmag des Uí Maine. L'année suivante, la tribu des Cruithne Sogainse révolte contre les suzeraineté des Uí Maine overlords sur leur région.
Muirgiusavait imposé son fils Cormac (mort en 805) comme abbé deBaslick, une église des Ciarraige Aí mais Cormac est tué par cette tribu en 805. Pour le venger, Muirgius dévaste leur domaine la même année. En 810 deux de ses fils Tadg
et Flaithnia sont tués par les Luigni de Corann, Muirgius dévaste également leur territoire comme vengeance. En 812, il massacre les Calraige de Mag Luirg et envahit le sud du Connaught.

## Conflit avec l'Ard ri Erenn
Muirgius est hostile aux ambitions de l'Ard ri Erenn du Cenél nEógain Áed Oirdnide mac Neill (mort en 817) et, en 805, il donne refuge au roi de Leinster Finsnechta Cethardec mac Cellaig (mort en 808) qui avait été dépossédé par Áed; Muirgius aide également Fisnechtae à retrouver son trône en 806.
En 808, Muirgius apporte son soutien à Conchobar mac Donnchada (mort en 833), le roi de Mide du Clan Cholmáin lors de sa révolte contre Áed Ordnide et s'avance avec son armée du Connacht jusqu'au lieu d'assemblée de Tailtiu. Mais à l'arrivée des forces d'Áed, celles des alliés se dispersent. Áed, doit cependant limiter ses représailles au territoire du Mide.

## Attaques des Viking
Des attaques des Viking interviennent sur la côte du Connacht pendant son règne. En 812, les Hommes d'Uí Briúin Umaill, massacrent les maraudeurs Vikings mais les Hommes de Conmaicne sont tués par ces mêmes pillards la même année. En 813, les Vikings exterminent les Hommes d' Uí Briúin Umaill, et tuent leur roi Dúnadach.

## Relations avec l'Église
Muirgius mène une politique de soutien à l'Église et en 811, Nuadu, abbé d'Armagh (mort en 812) également évêque et anachorète, visite le Connacht avec le cercueil de Saint Patrick et promulgue sa Loi. En 814, l'abbé d'Echdruim (Aughrim), Máel Dúin est tué par les Uí Maine. l'établissement d'Aughrim était une fille du monastère de Clonmacnoise et cette année-là, Muirgius et Foirchellach Forbair (mort en 814), abbé de Clonmacnoise, mènent une expédition dans le domaine des Uí Maine au sud de la rivière Suck. Les annale soulignent que la loi d'Adomnán Cáin Adomnáin (en) c'est-à-dire « la Loi des Innocents » a été violée lors de cette campagne. Muirgius promulgue la loi de Saint Kieran de Clonmacnoise sur le Connacht en 814 à Cruachu. Cette loi est imposée lors d'une assemblée tenue à cet endroit par Muirgius.

## Succession et postérité
Outre la mort de ses fils Cormac tué en 805, Tadg tué en. 810, comme Flaithnia la même année; un fils de Muirgiu; Cathal mac Muirgiusso (mort en. 839), deviendra ultérieurement roi de Connacht tandis qu'un autre fils Máel Dúin est tué en combattant les Vikings en 838.
À sa mort, le trône semble revenir à Máel Cothaid mac Fogartaig du Sil Cathail avant que Diarmait mac Tommaltaig, le frère de Muirguis n' y accède. Son second frère Finsnechtae mac Tommaltaig (mort en 848) sera également roi de Connacht.

## Sources
- (en) Francis John Byrne, Irish Kings and High-Kings, Londres, Batsford, 1973 (ISBN 0-7134-5882-8)
- (en) T.W Moody, F.X. Martin et F.J. Byrne, A New History of Ireland IX Maps, Genealogies, Lists. A companion to Irish History part II, Oxford, Oxford University Press, 2011, 690 p. (ISBN 978-0-19-959306-4).
- (en) T.M. Charles-Edwards, Early Christian Ireland, Cambridge, Cambridge University Press, 2000 (ISBN 0-521-36395-0).